# Европско првенство у атлетици за млађе сениоре 2017 — 10.000 метара за жене
Такмичење у трчању на 10.000 метара у женској конкуренцији на 11. Европском првенству у атлетици за млађе сениоре 2017. у Бидгошћу одржано је 14. јула 2017. на стадиону Жђислав Кшишковјак.
Титулу освојену у Талину 2015, није бранила Јип Вастенбург из Холандије јер је прешла у сениоре.

## Земље учеснице
Учествовало је 26 такмичарки из 15 земаља.
1. Грчка (1)
2. Кипар (1)
3. Немачка (2)
4. Норвешка (1)
5. Португалија (3)
6. Румунија (1)
7. Словачка (1)
8. Словенија (1)
9. Турска (3)
10. Уједињено Краљевство (3)
11. Украјина (2)
12. Хрватска (1)
13. Швајцарска (2)
14. Шведска (3)
15. Шпанија (1)

## Освајачи медаља
|                      |                      |                         |
| Јасемин Џан · Турска | Сара Лахти · Шведска | Бусра Нур Коку · Турска |

## Квалификациона норма
Требало је да такмичари остваре квалификациону норму у периоду од 1. јануара 2016. до 4. јула 2017. године.
| Норма    |
| -------- |
| 36:35,00 |

## Сатница
| Датум   | Време | Коло   |
| ------- | ----- | ------ |
| 14. јул | 19:45 | Финале |

## Рекорди
| Рекорди пре почетка Европског првенства 2017.     | Рекорди пре почетка Европског првенства 2017. | Рекорди пре почетка Европског првенства 2017. | Рекорди пре почетка Европског првенства 2017. | Рекорди пре почетка Европског првенства 2017. | Рекорди пре почетка Европског првенства 2017. |
| Рекорди                                           | Атлетичарка                                   | Земља                                         | Време                                         | Место                                         | Датум                                         |
| ------------------------------------------------- | --------------------------------------------- | --------------------------------------------- | --------------------------------------------- | --------------------------------------------- | --------------------------------------------- |
| Европски рекорд У-23                              | Јасемин Џан                                   | Турска                                        | 30:26,41                                      | Рио де Жанеиро, Бразил                        | 12. август 2016.                              |
| Рекорди европских првенстава У-23                 | Лајес Абдулајева                              | Азербејџан                                    | 32:18,05                                      | Острава, Чешка                                | 15. јул 2011.                                 |
| Најбољи европски резултат сезоне У-23             | Јасемин Џан                                   | Турска                                        | 31:18,20                                      | Баку, Азербејџан                              | 20. мај 2017.                                 |
| Рекорди после завршеног Европског првенства 2017. |                                               |                                               |                                               |                                               |                                               |
| Рекорди европских првенстава У-23                 | Јасемин Џан                                   | Турска                                        | 31:39,80                                      | Бидгошч, Пољска                               | 14. јул 2017.                                 |

### Најбољи европски резултати у 2017. години
Десет најбољих атлетичарки у трци на 10.000 метара 2017. године до почетка првенства (12. јул 2017), имале су следећи пласман на европској ранг листи.
| 1.  | Јасемин Џан        | Турска           | 31:18,20 | 20. мај   |
| 2.  | Џени Несбит        | Велика Британија | 32:59,52 | 20. мај   |
| 3.  | Фиби Ло            | Велика Британија | 33:00,84 | 20. мај   |
| 4.  | Бусра Нур Коку     | Турска           | 33:24,74 | 8. април  |
| 5.  | Бетан Најтс        | Велика Британија | 33:30,13 | 13. мај   |
| 6.  | Изабел Матуци      | Италија          | 33:43,00 | 10. јун   |
| 7.  | Изабел Брауер      | Шведска          | 33:44,11 | 31. март  |
| 8.  | Филипа Боуден      | Велика Британија | 33:44,24 | 20. мај   |
| 9.  | Наталија Стребкова | Украјина         | 34:05,84 | 30. април |
| 10. | Валерија Зиненко   | Украјина         | 34:21,64 |           |

Такмичарке чија су имена подебљана учествовале су на ЕП.

## Резултати

### Финале
Финале је одржано 14. јула 2017. године у 19:45.</ref>,
| Место | Атлетичарка         | Земља                | ЛР       | ЛРС      | Резултат | Белешка |
| ----- | ------------------- | -------------------- | -------- | -------- | -------- | ------- |
|       | Јасемин Џан         | Турска               | 30:26,41 | 31:18,20 | 31:39,80 | РЕП     |
|       | Сара Лахти          | Шведска              | 31:28,43 |          | 32:46,91 | ЛРС     |
|       | Бусра Нур Коку      | Турска               | 33:24,74 | 33:24,74 | 33:33,22 |         |
| 4.    | Фиби Ло             | Уједињено Краљевство | 33:00,84 | 33:00,84 | 33:40,75 |         |
| 5.    | Марина Немченко     | Украјина             | 34:28,18 | 34:28,18 | 33:44,13 | ЛР      |
| 6.    | Џени Несбит         | Уједињено Краљевство | 32:59,52 | 32:59,52 | 33:50,37 |         |
| 7.    | Андреа Алина Писцу  | Румунија             | 34:28,62 | 34:39,29 | 33:51,53 | ЛР      |
| 8.    | Филипа Боуден       | Уједињено Краљевство | 33:44,24 | 33:44,24 | 34:04,57 |         |
| 9.    | Маријан Рое         | Норвешка             | 35:11,84 | 35:11,84 | 34:13,77 | ЛР      |
| 10.   | Изабел Брауер       | Шведска              | 33:44,11 | 33:44,11 | 34:14,12 |         |
| 11.   | Татјана Шулте       | Немачка              | 34:34,40 | 34:34,40 | 34:15,15 | ЛР      |
| 12.   | Валерија Зиненко    | Украјина             | 34:21,64 | 34:21,64 | 34:20,21 | ЛР      |
| 13.   | Ирини-риа Михала    | Грчка                | 35:42,74 | 35:42,74 | 35:04,60 | ЛР      |
| 14.   | Тубај Ердал         | Турска               | 35:27,85 | 35:27,85 | 35:04,87 | ЛР      |
| 15.   | Кристина Хендел     | Хрватска             | 35:10,3  | 35:10,3  | 35:20,98 |         |
| 16.   | Руте Симоис         | Португалија          | 36:28,50 | 36:28,50 | 35:25,33 | ЛР      |
| 17.   | Евелин Дајчи        | Швајцарска           | 36:36,22 |          | 35:29,24 | ЛР      |
| 18.   | Флавија Стуц        | Швајцарска           | 35:27,52 | 35:27,52 | 35:41,54 |         |
| 19.   | Паула Гонзалез      | Шпанија              | 35:26,64 |          | 35:56,04 |         |
| 20.   | Хелена Алвес        | Португалија          | 36:02,14 | 36:02,14 | 36:18,40 |         |
| 21.   | Фелиција Корнер     | Немачка              | 34:27,60 | 34:27,60 | 36:23,58 |         |
| 22.   | Зузана Дуркова      | Словачка             | 36:31,04 |          | 36:28,92 | ЛР      |
| 23.   | Лаура Гузељ Блатник | Словенија            | 36:21,22 | 36:21,22 | 37:22,04 |         |
| 24.   | Лиса Бергдахл       | Шведска              | 35:43,98 | 35:43,98 | 37:47,56 |         |
|       | Сониа Фереира       | Португалија          | 35:35,9  | 36:31,74 | НЗ       |         |
|       | Родама Лагонидоу    | Кипар                | 36:37,14 | 36:37,14 | НЗ       |         |

### Пролазна времена
| Дистанца | Време    | Атлетичарка | Земља  |
| -------- | -------- | ----------- | ------ |
| 1.000 м  | 3:33,59  | Јасемин Џан | Турска |
| 2.000 м  | 6:40,00  | Јасемин Џан | Турска |
| 3.000 м  | 9:43,06  | Јасемин Џан | Турска |
| 4.000 м  | 12:46,60 | Јасемин Џан | Турска |
| 5.000 м  | 15:51,75 | Јасемин Џан | Турска |
| 6.000 м  | 19:00,07 | Јасемин Џан | Турска |
| 7.000 м  | 22:12,39 | Јасемин Џан | Турска |
| 8.000 м  | 25:23,23 | Јасемин Џан | Турска |
| 9.000 м  | 28:35,37 | Јасемин Џан | Турска |